# Музей доисторического периода и ранней истории (Берлин)

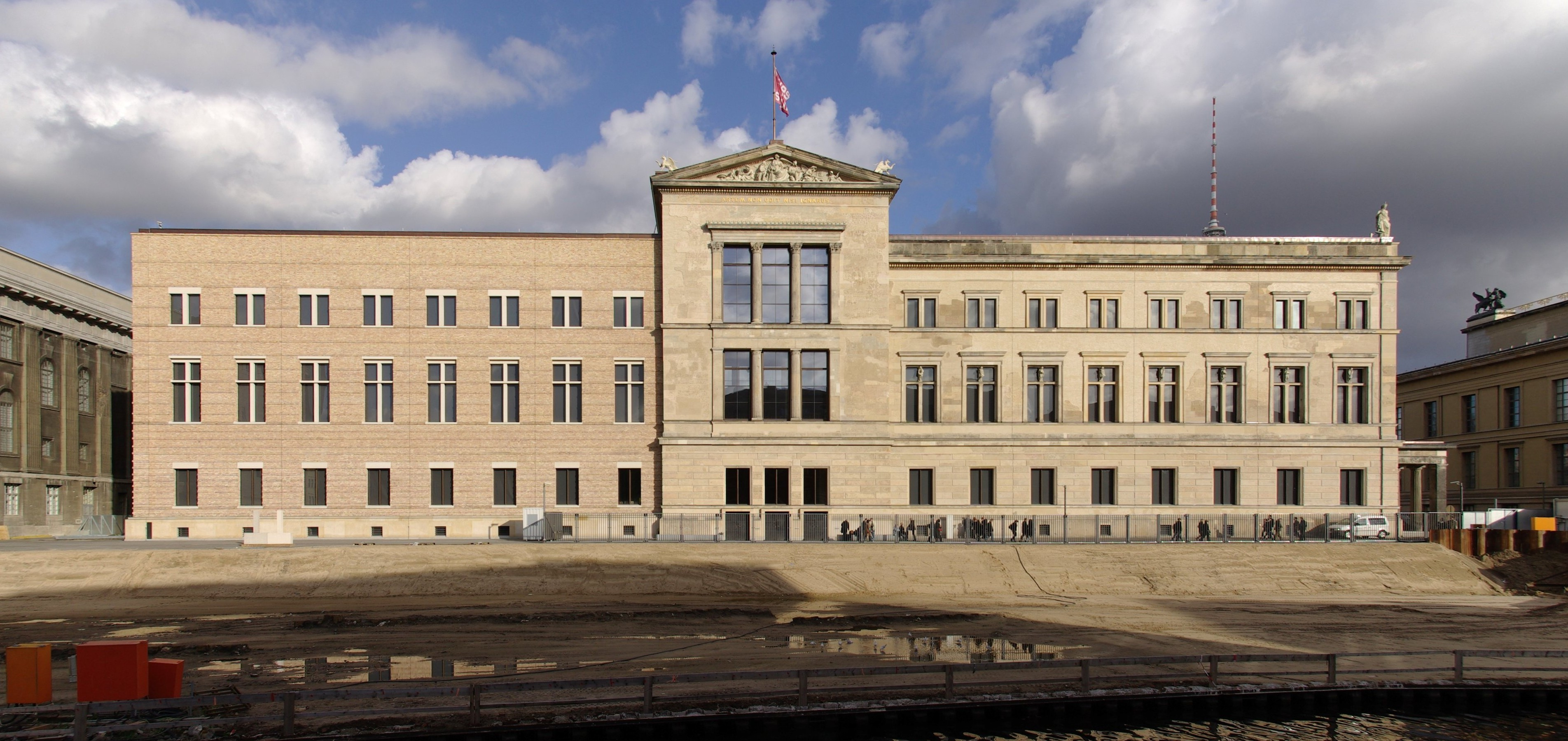
Новый музей в Берлине, где размещается экспозиция музея

Музей доисторического периода и ранней истории (нем. Museum für Vor- und Frühgeschichte) входит в систему Государственных музеев Берлина. Это одна из крупнейших межрегиональных археологических коллекций Старого Света. В период с 1960 по 27 апреля 2009 года музей находился в здании театра (архитектор Карл Готтгард Лангганс) дворца Шарлоттенбург. С 17 октября 2009 года коллекция переехала в реконструированный Новый музей (здание 1841—1859 годов) на Музейном острове.
Наряду с постоянной экспозицией здесь постоянно проходят выставки. Имеется тематическая библиотека, содержащая около 50 тыс. книг. Кроме того, в музее располагается Комиссия по исследованию собраний археологических фондов и документов из северо-восточной Центральной Европы, а также Проект по исследованию древнеегипетского календаря.

## История

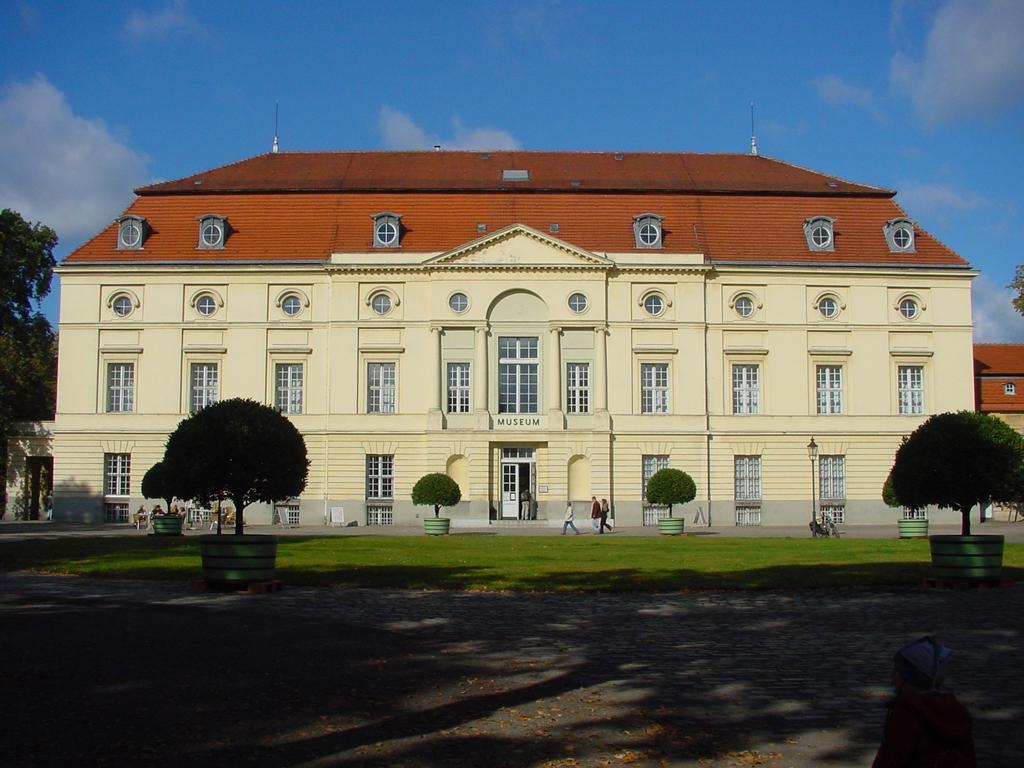
Бывшее здание музея в Шарлоттенбурге

Собрание музея восходит ко временам художественного кабинета династии Гогенцоллернов, которые в 1830 году выставили во дворце Монбижу собрание древних находок под названием «Музей отечественных древностей» (Museum Vaterländischer Altertümer). Коллекция позднее была перемещена сначала в Новый музей, в 1886 году — в  Этнологический музей на Принц-Альбрехт-штрассе, а в 1921 году — в здание Мартина Гропиуса.
В 1926 году, после ухода на пенсию Карла Шухгардта Вильгельм Унферцагт возглавил «Отдел предыстории» Этнологического музея. В 1931 году Унферцагт добился создания самостоятельного Музея предыстории и ранней истории. Важную часть собрания музея составили находки, обнаруженные Рудольфом Вирховом, и троянская коллекция Генриха Шлимана, переданная в 1881 году в дар Германии.

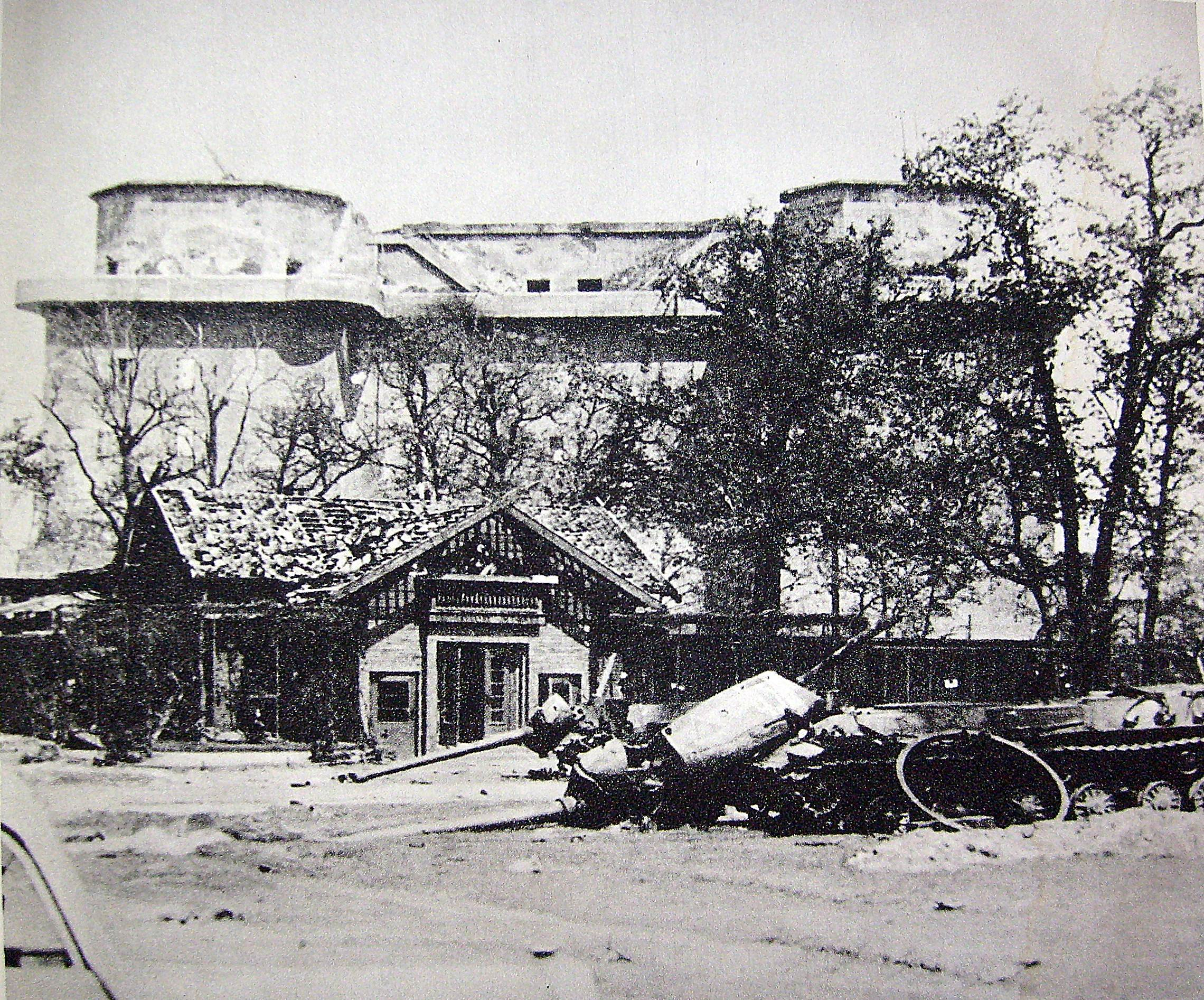
Зенитная башня люфтваффе у Зоологического сада в мае 1945 года

В конце августа 1939 года, перед началом Второй мировой войны Музей предыстории и ранней истории был подготовлен к эвакуации. Наиболее ценные предметы упакованы в три «ящика для транспортировки золота» и в 30 переносных коробок, которые хранились с января 1941 года в хранилище Рейхсбанка, а с ноября 1941 года — в зенитной башне люфтваффе у Зоологического сада.
По мере усиления бомбардировки Берлина с 1943 года здание музея повреждалось всё в большей степени.
6 марта 1945 года фюрер приказал эвакуировать предметы искусства и культуры. В марте и апреле директор Унферцагт перевёз большую часть коллекции Музея предыстории и ранней истории из Берлина на запад, в шахты в Меркерс, Шёнебек и Граслебен. Унферцагт лично охранял находки из раскопок Генриха Шлиманна в Трое (находившиеся в трёх «ящиках для транспортировки золота» 1538 ценных предметов) в зенитной башне люфтваффе у Зоологического сада и, как он позже писал, «сохранил их целыми и невредимыми, несмотря на все опасности». В ночь с 1 на 2 мая 1945 года зенитная башня передана немецким комендантом советским войскам. 2 мая Унферцагт передал советской комендатуре 28 ящиков с фондами Музея предыстории и ранней истории, включая троянскую коллекцию Шлимана. 5 мая советский комендант башни назначил Унферцагта «директором музея в башне-бункере». С 13 мая по 8 июня советские войска вывезли ящики из башни на склад. 5 октября 1946 года Унферцагт написал бывшей сотруднице музея Вильгельм Йенни (1896—1960): «На этом существование нашего музея практически закончилось».
30 июня 1945 года три «ящика для транспортировки золота» из музея самолётом были доставлены в Москву, а 8 июля оказались в запасниках Государственного музея изобразительных искусств имени A. C. Пушкина (ГМИИ). Другие ящики из музея отправлены в сентябре железнодорожными составами в Ленинград. Здесь их распределили в запасниках советских музеев, в частности Государственного Эрмитажа и Музея антропологии и этнографии им. Петра Великого Академии наук СССР.
В 1947 году в Западном Берлине Гертруда Дорка начала восстановление Музея предыстории и ранней истории, первая выставка открылась 21 мая 1955 года в помещениях Этнологического музея, в 1960 году музей переехал в здание театра в дворце Шарлоттенбург. В 1958 году часть вывезенных в СССР экспонатов Музея предыстории и ранней истории была возвращена Вильгельму Унферцагту. В 1963 году на основе этой коллекции создан Музей древней и ранней истории (Museum für Ur- und Frühgeschichte) на Музейном острове. После объединения Германии коллекция передана в 1992 году Музею предыстории и ранней истории.
В начале 1990-х гг. стало известно, что в бывшем СССР хранятся немецкие музейные ценности, не возвращённые в 1958 году. В 1993 году российское правительство официально признало, что вывезенные ценности из Музея предыстории и ранней истории, включая собрание троянских древностей Генриха Шлимана хранятся в запасниках Государственного музея изобразительных искусств имени A. C. Пушкина (ГМИИ). Эти ценности представлены публике на выставке «Сокровища Трои из раскопок Генриха Шлимана» («клад Приама») в ГМИИ в Москве (16 апреля 1996 — 15 апреля 1997) и выставке «Шлиман. Петербург. Троя» в Эрмитаже в Санкт-Петербурге (19 июня — 18 октября 1998 года).